# Vincetoxicum krameri
Vincetoxicum krameri är en oleanderväxtart som beskrevs av Adrien René Franchet och Sav.. Vincetoxicum krameri ingår i släktet tulkörter, och familjen oleanderväxter. Inga underarter finns listade i Catalogue of Life.